# Xã Vine Prairie, Quận Crawford, Arkansas
Xã Vine Prairie (tiếng Anh: Vine Prairie Township) là một xã thuộc quận Crawford, tiểu bang Arkansas, Hoa Kỳ. Năm 2010, dân số của xã này là 422 người.